# Teodora Kantakuzena (żona Orchana)
 Teodora Kantakuzena grec. Θεοδώρα Καντακουζηνή (zm. po 1381) – córka cesarza Jana VI Kantakuzena i Ireny Asen. 

## Życiorys
Latem 1346 roku została trzecią żoną sułtana Orchana. Odmówiła przejścia na islam. Po śmierci męża powróciła do Konstantynopola. Była więziona przez cesarza Andronika IV około 1379/1381 roku.